# Bonchis
Bonchis is een geslacht van vlinders van de familie snuitmotten (Pyralidae), uit de onderfamilie Chrysauginae.

## Soorten
- B. albilinea Schaus, 1913
- B. glanysis Dyar, 1914
- B. lichfoldi Kaye, 1924
- B. munitalis Lederer, 1863
- B. scoparioides Walker, 1862